# Dysschema fortis
Dysschema fortis là một loài bướm đêm thuộc phân họ Arctiinae, họ Erebidae.